# Pampayasta Norte
Pampayasta Norte é uma comuna da província de Córdoba, na Argentina.